# Leucanopsis fassli
Leucanopsis fassli är en fjärilsart som beskrevs av Paul Dognin 1911. Leucanopsis fassli ingår i släktet Leucanopsis och familjen björnspinnare. Inga underarter finns listade i Catalogue of Life.